# Горњи Косињ
Горњи Косињ је насељено мјесто у Лици, у општини Перушић, у Личко-сењској жупанији, Република Хрватска.

## Географија
Горњи Косињ се налази око 14 км сјеверозападно од Перушића.

## Историја
До територијалне реорганизације у Хрватској насеље се налазило у саставу бивше велике општине Госпић.

## Становништво
Према попису из 1991. године, насеље Горњи Косињ је имало 344 становника. Према попису становништва из 2001. године, Горњи Косињ је имао 192 становника. Горњи Косињ је према попису из 2011. године имао 132 становника.
| Демографија | Демографија | Демографија |
| Година      | Становника  | Становника  |
| ----------- | ----------- | ----------- |
| 1971.       | 775         |             |
| 1981.       | 562         |             |
| 1991.       | 344         |             |
| 2001.       | 192         |             |
| 2011.       |             | 132         |

## Попис1991.
На попису становништва 1991. године, насељено место Горњи Косињ је имало 344 становника, следећег националног састава:
| Попис 1991.‍  | Попис 1991.‍  | Попис 1991.‍ | Попис 1991.‍ | Попис 1991.‍ |
| ------------ | ------------ | ----------- | ----------- | ----------- |
|              |              |             |             |             |
| Хрвати       | Хрвати       |             | 334         | 97,09%      |
| Словенци     | Словенци     |             | 1           | 0,29%       |
| остали       | остали       |             | 1           | 0,29%       |
| неопредељени | неопредељени |             | 1           | 0,29%       |
| регион. опр. | регион. опр. |             | 1           | 0,29%       |
| непознато    | непознато    |             | 6           | 1,74%       |
| укупно: 344  |              |             |             |             |

## Познате личности
- Ђуро Шпољарић, секретар Централног комитета КП Хрватске